# Dán filmművészet
Dán filmművészet Dánia területén készült filmalkotásokat tartalmazza.

## Története

### Kezdetek
A mozi kezdetekor a dánok még aktívan részt vettek a világ filmgyártásában. A jellegzetes komor modorú dán némafilm világhírnévre tett szert. Olyan rendezőket adtak a világnak, mint Carl Theodor Dreyer vagy Benjamin Christensen, de nem feledkezhetünk meg a némafilm-korszak egyik legtehetségesebb színésznőjéről, a „hallgatag múzsáról”, Asta Nielsenről sem. Azonban amilyen sikeresek voltak a mozi korszak elején, olyan hirtelen és hosszú időre kapcsolódtak ki a világ filmgyártásának fő vonalából. A dán némafilm ígéretesen kezdődött, de szomorú véget ért.
Az első játékfilm 1906-ban készült, és ekkor alapították meg az első filmvállalatot, a Nordisk Film Kompagnit, mely a világ második legnagyobb filmgyártó cége lett a Pathé után.
Az 1910-ben készült A fehér rabszolganő nemcsak Dániában, hanem az egész világon fordulópontot jelentett a film fejlődését illetően. „A mű addig nem tapasztalt  nyíltsággal foglalkozott a prostitúció témájával, és ezzel bevezette a >>szenzációfilm<< kategóriáját: az új műfaj darabjai a bűn, az erkölcstelenség vagy a cirkusz világában játszódtak.”
A dán rendezők a kezdetektől fogva előszeretettel alkalmaztak különböző technikai trükköket filmjeikben. Ezek használata a „szenzációfilm”-készítéshez elengedhetetlen volt. Bár filmjeik nem voltak elég gördülékenyek az amerikai filmekhez képest (kameramozgatást az első időkben nem igen használtak), jelentőségük abban mutatkozik meg, hogy elősegítették a mozi, mint kulturális közeg elismerését.
Mindenképpen meg kell említenünk a világ némafilm-korszakának egyik legkimagaslóbb rendezőjét, Carl Theodor Dreyer-t. Őt egyedi látásmódja, kimagasló vizuális érzéke tette nagy rendezővé. Művészetére az erőteljes jellemábrázolás, a szereplők személyiségének mély vizsgálata volt jellemző. Emiatt legtöbbször közeli plánokat használt, legismertebb filmje, a Jeanne d’Arc például kizárólag second és premier plánokból áll.
„Az emberi arc- írta Dreyer -olyan terep, melynek felfedezésére soha nem un rá az ember. Nincs annál nagyobb élmény, mint mikor egy stúdióban az ember megfigyelhet egy, az ihlet rejtélyes hatalmába került érzékeny arcot”
Bár a Jeanne d’Arc óriási elismerést aratott a kritikusok körében, a közönség előtt megbukott.
Dreyer ezután még rendezett néhány filmet, de az 1930-as években szinte alig hallatott magáról. Utolsó elismerését Ordet („Az ige”) című filmjéért kapta a velencei filmfesztiválon, ahol Arany Oroszlán díjjal jutalmazták. Még mielőtt megvalósíthatta volna a Krisztus életéről tervezett munkáját, 79 évesen elhunyt, s vele együtt hosszú időre álomba szenderült a dán mozi is.

## A Dogma időszakában
A dán Dogma mozgalom vitathatatlanul kapcsolódik a harminc évvel korábbi francia új hullámhoz (Nouvelle vague). Ahogy akkor Truffaut-ék tették, ez a csoport is újragondolja a filmezés alapvető szabályait, kijelölték az általuk helyesnek tartott utat. Céljuk, a francia új hullámhoz hasonlóan egy sokkal természetesebb, igazabb világ megjelenítése a filmvásznon. Ezt mutatja, hogy mindkét irányzatnál fontos a természetbe való kivonulás, a történet valóságos helyszínen történő rögzítése. Godard-ék az áporodott levegőjű stúdiókból vonultak ki az utcára, az eredeti helyszínekre forgatni, míg Trier-ék a hollywood-i hazug, mesterkélt, számítógéppel előállítható világ és a technikai, formanyelvi ügyeskedéseknek fordítottak hátat azzal, hogy eredeti helyszíneken, eredeti díszletekkel, gyakorlatilag a filmkészítési technika legalapabb szintjét használva alkotnak. Mindkét eszme a hamis valóságkép, a túlzott mesterkéltség ellen lázad. Szerintük a filmnek magának kell beszélnie: a cselekménynek, a történetnek, nem pedig az ügyes technikai trükköknek. A hasonlóság abban is keresendő, hogy manapság is igen erős a társadalom morális válsága, csakúgy, mint a francia újhullám második korszakában, s a csoport -ha nem is tudatosan- a filmművészet megtisztítása mellett a társadalom saját „bűneivel” való szembesítésére is törekszenek.

### Nouvelle vague
Nehéz lenne megmondani, hogy a nouvelle vague mikor is kezdődött pontosan. Mindenképpen fontos dátumnak tekinthető 1948, amikor Alexandre Astruc kiáltványában közzéteszi a kamera-töltőtoll elméletet, mely szerint a film végre azon az úton halad, hogy önálló nyelvvé válhasson, mert maga a gondolat a képekben rejlik, s a rendező kamerájával, mint az író tollával, filmet „ír” a vászonra. Ennek előfeltétele, hogy a rendező maga legyen a forgatókönyvíró, hiszen a szerző maga a filmje. Ez a kiindulási alapja a szerzői, az „autor” filmnek.
A kifejezést 1957-ben használta először egy újságíró, de ekkor még más művészetekkel is, s nem csak a filmmel kapcsolatban. Az ez után elkészült Godard- és Truffau-filmek után azonban a kifejezés már végérvényesen csak a filmre vonatkozott.
Mindenképpen előfutárnak tekinthetők a néprajztudós és dokumentumfilmes Jean Rouch munkái. Ő tulajdonképpen egy anyaggyűjtési problematikából kiindulva a dokumentumfilmezés egy új irányzatát indította el, mely visszanyúl a vertovi filmszemig. Rouch elmélete szerint sokkal jobban megismerhetünk egy közösséget, ha az nem csak tárgya, hanem alkotója is a róla készült filmnek. Alkotásaiban főként azt akarta megfigyelni, hogy szereplői maguk hogyan reflektálnak a filmen látott élethelyzeteikre. Ezeknek a helyzeteknek a kommentálása szintén része az adott közönség életének. Valószínű, hogy Jean Rouch művészete, és az általa teremtett cinema verité nélkül az új hullám nem vált volna ilyen kifejezővé és korszakalkotóvá.
A fő kérdés azonban, hogy mit változtattak ezek a rendezők a filmnyelven, alkotásaik mitől válnak eredetivé, más művekkel összetéveszthetetlenné?
A legfontosabb kulcsszó a már említett szerzői film: az új hullámos rendezők úgy tartják, hogy a múltban alkotott filmek közül is azok a figyelemreméltóak, melyen a rendező határozottan otthagyta a keze nyomát. Godard-ék csak azt a rendezőt tartják filmjei igazi szerzőjének, aki rendelkezik határozott, összetéveszthetetlen koncepcióval, tematikával, világképpel, mely minden alkotásában nyomon követhető. A filmek stílusa emellett eklektikusnak mondható, ami abból ered, hogy a filmes hagyományból gyúrták össze és teljesítették ki saját stílusukat, melyben megfigyelhető a lírai realizmus romantikája, a neorealizmus diffúz cselekményszerkesztése és természetes helyszínei, s persze a közeli múltbéli elődök, Vigo és Renoir fentebb már említett filmjeik. A neorealizmushoz abból a szempontból is közel áll, hogy az új hullám szintén része egy, a világ filmművészetében végbemenő radikális stílusváltásnak, melyet kisebb-nagyobb mértékben, de mindenütt a háború utáni társadalmi-politikai változások mozdítottak elő. Nem véletlen, hogy a francia új hullámmal szinte egyidőben alakult ki a britek új hulláma, a free cinema is. A kiindulási pont tehát hasonló volt. Míg azonban a neorealizmus szigorúan elkötelezte magát a szinte dokumentumszerűen ábrázolt valóság leképezése mellett, s mindezt erőteljesen politikai megközelítésből szemlélte, főként baloldali eszméktől vezérelve, addig a nouvelle vague sokkal könnyedebb, de egyúttal bonyolultabb, a környező világra nem egyértelműen reflektáló filmeket készített. Annak ellenére, hogy a nouvelle vague egyik újítása a külső helyszíneken való forgatás, ezek az utcai részletek inkább színpadok a cselekmény számára, s az sohasem illeszthető szervesen a környezetébe, mint a neorealizmusnál. Ami merőben új és radikális az új hullámban, az a vágási technika és a dramaturgia. Történeteik többsége látszólagosan banális bűnügyi történet, amit éppen a szokatlan montázstechnika és történetvezetés tesz egyedivé, s kölcsönöz neki egy sokkal mélyebb értelmet, mint ami pusztán a történetben van.
A szokatlanul gyors vágási technika zaklatottá teszi a filmet, s megtöri a cselekmény folytonosságát. Ezek sokszor megzavarják a nézőt, s ez benne is feszültséget kelt. Erre a legjobb példa Jean-Luc Godard, aki már korai műveit is rendkívül „feszesre vágja”, s ez későbbi alkotásaiban szinte a film teljes széteséséig fokozódik. A történetek szereplői mindig fiatalok, akik szabadságvágyukat a külvilággal szembeszállva próbálják érvényesíteni, s ezáltal kihívják maguk ellen a sorsot, végül hiába próbálnak visszafordulni, lázadásukért életükkel fizetnek.
A dán Dogma sokat örökölt az eszmékből és a formanyelvi eszközökből is. Az egyik legfontosabb a polgári, drámai formákkal való szembenállás. Mindkét irányzat radikálisan változtatta meg a filmnyelvet, s elvetette a hagyományos képszerkesztési eljárásokat. Ahogyan Godard alkotásaiban megfigyelhetjük az addigi filmkészítési szabályok felrúgását a vágáson át a filmszerkesztésig, úgy a Dogma is meghökkenteni akar azzal, hogy dogmájával éppen a kommersz filmkészítés dogmáit rúgja fel. Erre jó példa Lars von Trier Birodalom című sorozata, ahol a beállítás-ellenbeállítás szabályát azzal zavarja meg, hogy egy párbeszéd során minden beszélő váltáskor más kameraállást alkalmaz. Bár a kézikamera használatával éppen a vágások számát csökkenti, azok néha ugyanolyan hirtelenek – szándékoltan nem leplezettek –, mint az újhullámos filmekben. S, annak ellenére, hogy a Dogma éppen ez ellen lázad, Trier-nek és „csapatának” szintén ott van a kézjegye minden filmjükön, s alkotásaik jellegzetes rendezői koncepcióra épülnek.
Ahogy a nouvelle vague is rengeteget merített a korai avantgárd hagyományaiból, úgy a Dogma is, ami például sokkal határozottabban használja fel a vertovi szemléletet, mint a francia új hullám. Maguk a manifesztumok, a kiáltványok is a korai avantgardon át öröklődtek a ’60-as évek európai új hullámaiba, s később a dán Dogmába.
Trierék nyíltan vállalják a hasonlatosságot a francia új hullámmal kapcsolatban. Gyakorlatilag úgy értékelik, hogy törekvéseik szinte azonosak, de ők nem szeretnék ugyanazokat a hibákat elkövetni. A dogmások megítélése szerint a nouvelle vague nem tudta megvalósítani kitűzött célját.
Ahogyan ma, a hatvanas években is súlyos válságából kellett föltámasztani a mozit, de az akkori rendezők nem azt a célt érték el, amit akartak. Trierék szerint a francia újhullámnak, mely burzsoá-ellenességből táplálkozott, éppen a túlságosan burzsoá művészetfelfogás lett a veszte, tagadta meg tőle a kitűzött cél elérését. Az ember a film mögött mindig erősebb volt, mint maga az alkotás. Éppen ezért a Dogma csoport arra törekszik, hogy „kijavítsa“ ezeket a feltételezett hibákat, s megvalósítsa az általuk tökéletesnek tartott filmkészítést.

## Szakirodalom
- Paul Schrader: A transzcendentális stílus a filmben: Ozu / Bresson / Dreyer Szerzőifilmes Könyvtár 2. kötet; Francia Új Hullám Kiadó, Budapest, 2011.